# Naoki Tsukahara
Naoki Tsukahara (jap. 塚原直貴 Tsukahara Naoki; ur. 10 maja 1985 w Nagano) – japoński lekkoatleta, sprinter, brązowy medalista igrzysk olimpijskich z Pekinu w sztafecie 4 x 100 m.

## Sukcesy
| Rok  | Zawody                      | Miasto   | Miejsce | Konkurencja   | Czas       |
| ---- | --------------------------- | -------- | ------- | ------------- | ---------- |
| 2004 | Mistrzostwa świata juniorów | Grosseto |         | 4x100 m       | 39,43 sek. |
| 2006 | Igrzyska azjatyckie         | Doha     |         | bieg na 100 m | 10,34 sek. |
| 2006 | Igrzyska azjatyckie         | Doha     |         | 4x100 m       | 39,21 sek. |
| 2008 | Igrzyska olimpijskie        | Pekin    |         | 4x100 m       | 38,15 sek. |

## Rekordy życiowe
- bieg na 100 m – 10,09 (2009)
- bieg na 200 m – 20,35 (2006)